# من به پایان دادن به اوضاع فکر می‌کنم
من به پایان دادن به اوضاع فکر می‌کنم (به انگلیسی: I'm Thinking of Ending Things) یک فیلم در ژانر مهیج و درام به کارگردانی چارلی کافمن است. از بازیگران آن می‌توان به جسی پلمونس، جسی باکلی، تونی کولت و دیوید تیولیس اشاره کرد.
این فیلم از ۴ سپتامبر ۲۰۲۰ در نتفلیکس قرار گرفت و نظر مثبت منتقدان را برای بازی دو شخصیت اول داستان و سینماتوگرافی به خود جلب کرد.
چارلی کافمن این فیلم را بر اساس رمانی به همین نام از ایان رِید ساخته‌است.